# Mercedes-Benz klasy E AMG
Mercedes E Klasa AMG – sportowa odmiana Mercedesa Klasy E, od 1996 roku jako odpowiedź na BMW Serii 5 w wersji M i Audi A6 w wersji RS.

## Mercedes E AMG W124
Kiedy Mercedes-Benz zastąpił W123 modelem W124 serii 200-300 w 1984 roku, najlepszym modelem był topowy Mercedes 300E o pojemności 3,0 l z sześcioma cylindrami. Mercedes-Benz wraz z wprowadzeniem kryzysu paliwowego zaprezentowało model W124, który nie miał być docelowo nigdy napędzany slnikiem V8. Nie minęło dużo czasu, zanim tunerzy zainteresowali się W124 i jednak zaczęli go modyfikować w każdy możliwy sposób. SGS wyprodukowało dwudrzwiowy kabriolet, Schulz Tuning wydłużył model W124 do sześciodrzwiowej limuzyny, a nadworny tuner Mercedesa firma AMG robiło to co latach 80 umiało najlepiej – czyli podnosiło osiągi do zdecydowanie lepszego poziomu względem seryjnych Mercedesów, poprawiano również wygląd nadwozia samochodu, aby liczne spojlery zapewniały lepszą aerodynamikę, a felgi i szersze opony lepiej pasowały do charakteru i do podwyższonej mocy silnika. W początkowych modelach produkowano tylko 8 cylindrowe widlaste silniki, lecz później dostępne były także silniki 6 cylindrowe, wszystkie rzędowe.
Mercedes E AMG W124
- Mercedes W124 300E Hammer– AMG – AMG zaoferowało kilka różnych opcji dla W124, zarówno pod względem kosmetycznym, jak i wydajnościowym. Zdecydowanie najbardziej spektakularną modyfikacją dokonaną przez AMG pod względem osiągów było przeniesienie jednostki napędowej V8 z modelu W126 klasy S do komory silnika W124, zastępując 3-litrowy rzędowy sześciocylindrowy silnik 300E. Jednak co odróżniało ten silnik od zwykłego motoru 5.0 montowanego w W126 to wprowadzenie 4 zaworowej techniki. Wszystkie AMG W124 z silnikiem V8 otrzymały przydomek „Młot”, który oddaje sprawiedliwość temu autu. Silnikiem początkowo używanym w AMG Hammer był zmodyfikowany 32-zaworowy silnik DOHC V8 o pojemności 5.0l (lub powiększony do 5.4l) z pierwszej generacji W126 AMG. Mimo że firma AMG pracowała i ulepszała już latami Mercedesy, to pierwsze modele 300E AMG 5.0 Hammer z V8 były pozbawione emblematów Mercedes-Benz i charakterystycznej gwiazdy na masce[1], z powodu nie autoryzacji silnika V8 przez Mercedesa, który bardzo dbał o prestiż i niezawodność swoich produktów. Sercem tej palety modelowej Mercedesów 300E AMG Hammer były zmodyfikowane silniki – 5.0, 5.4 i 5.6-litra V8 – bazujące na bloku (M 117) o kodzie silnika AMG M 117/9 z 560 SEC o mocach kolejno 340 KM, 355 KM i 360 KM przy 5500 obr./min i momencie obrotowym 510 Nm przy 4000 obr./min. Modyfikacja polegająca na dalszym powiększaniu pojemności skokowej została wprowadzona w 1986 roku i na przełomie 1986/1987 roku zrodził się najpopularniejszy model 300E 5.6 Hammer. W sierpniu 1987 roku magazyn Road & Track w teście napisał o nim: „sedan, który jeździ jak Ferrari Testarossa” – silnik 5.0l I. generacji w tym modelu I. został zastąpiony nowszym silnikiem 5.6l z II. generacji W126 (silnik był stosowany zarówno w topowym 560SE/SEL, jak i 560SEC). 300 E 5.6 AMG rozpędzał się do setki w 5,4 sekundy, prędkość 200 km/h ze startu zatrzymanego rozwijał w 18,1 sekundy i rozwijał prędkość maksymalną 303 km/h. Ponadto w 1988 roku na specjale życzenie można było zainstalować M 117 o zwiększonej objętości do 6.0 litrów, której moc i moment obrotowy wynosił odpowiednio 385 KM przy 5500 obr./min i 566 Nm przy 4000 obr./min. Przyspieszenie najmocniejszej wersji do setki trwało ok. 5.0 sekund i ta wersja osiągała prędkość maksymalną 306 km/h. Wszystkie modele z silnikami V8 zostały zaadaptowane z 4-biegową automatyczną skrzynią biegów z modelu klasy S. Samochód został wyposażony w zawieszenie AMG ze skróconymi sprężynami i bardziej sztywniejszymi amortyzatorami, 17-calowe felgi aluminiowe oraz opony Pirelli P700 o wymiarach 215/45VR-17 z przodu i 235/45VR-17 z tyłu. Dzięki przednim i tylnym spojlerom oraz bocznym spojlerom współczynnik oporu powietrza wyniósł 0,25. Modele 300E Hammer niezależnie od wersji silnikowej można było wyposażyć w różnego rodzaju dodatki. $17,000 USD kosztowała transplantacja silnika V8 5.6l w miejsce 6 cylindrowego, za kolejne $39 950 USD firma AMG powiększała silnik do 6.0 litrów, a następnie dołączała do niego czterobiegową odpowiednio dostrojoną skrzynię biegów, auto wyposażano w mechanizm Torsen o ograniczonym poślizgu w największym dostępnym tylnym mechanizmie różnicowym, oraz grubszą wytrzymalszą tylną ramę pomocniczą, dodatkowo w pełnym zestawie elementów ospojlerowania i wykończenia zewnętrznego i wewnętrznego. Za $14,170 można było zamówić specjalne utwardzone zawieszenie zmieniające całkowicie charakterystykę prowadzenia modeli W124. Największe sukcesy modele 300E Hammer osiągnęły w Stanach Zjednoczonych, gdzie cena modelu 5.6l wynosiła aż $161,422 dolarów. Był to największy rynek zbytu tych modeli. Drugim najbardziej rozpoznawalnym modelem AMG z tych lat był 300E AMG 6.0 Hammer Widebody w wersji coupé wypuszczony na rynek w 1988 roku. Dokładna liczba wyprodukowanych modeli Hammer jest nieznana nawet dla AMG, który nie prowadził w ówczesnym czasie tak drobiazgowej dokumentacji wytwórczej swoich modeli, ale źródła podają, że razem wyszło około 30 sztuk Hammerów w różnych wersjach i pojemnościach, większość modeli w sedanie, wiadomo o jednej sztuce coupé i kombi[2] zamówionej przez klienta z Chicago[3]

- Mercedes 300E 3.4/E 34 AMG – W124 – Wraz z prezentacją 24 zaworowego silnika M104 o mocy 220 KM dostępna była także zmodernizowana wersja 3.4 AMG. Od 1988 w limitowanych sztukach produkowano modele Mercedes-Benz 300E 3.4 AMG (W124), model T kombi (S124) 300TE-24 3.4 AMG, 2 drzwiowe coupé 300CE-24 3.4 AMG, i cabriolet 300CE-24 3.4 AMG z silnikami M 104 E 34 o pojemności 3314 cm³, i mocy od 185-200 kW / 252-272 KM przy 6500 obr./min, osiągające moment obrotowy 330 Nm przy 4500 obr./min. Przy czym wersja 252 konna występowała tylko w Cabriolecie. Modele te posiadały białe tarcze zegarów we wnętrzu, prędkościomierze z logo AMG wyskalowane do 300 km/h, zaś obrotomierze do 8000 tys. obrotów. Czasem klienci wyposażali te modele w opcjonalne siedzenia Recaro Classic typu C81 z regulacją na siedziskach. Wszystkie wersje 3.4 AMG były produkowane po pierwszym faceliftingu i bazują technologicznie na W124 fazy II zaprezentowanego w 1989 roku. Modele AMG 3.4 CE (coupé oparte na 300CE-24) były dostosowane do ruchu lewostronnego, w latach 1988–1993 wyprodukowano 25 egzemplarzy. Zbudowano również 7 kabrioletów i jedenaście sedanów i prawdopodobnie kilka modeli kombi (2 sztuki do testów dla niemieckiej prasy motoryzacyjnej). Oddział AMG z siedzibą w Japonii również przeprowadzał takie konwersje lokalnie dla swych oddanych klientów, lecz nieznana jest ilość wykonanych egzemplarzy z tamtego rynku.

- Mercedes E 36 AMG – W124 – Od 1993 do 1996 roku model E 36 AMG T stał się następcą 300TE 34 AMG, model bazujący na Mercedesie-Benz 320TE posiadał powiększony silnik do 3.6 AMG W124 z silnikiem M 104 E 36 o pojemności 3606 cm³, i moc od 195-200 kW / 265-272 KM przy 5750 obr./min, moment obrotowy wynosił 385 Nm w przedziałach obrotowych 3750-4500 obr./min. Ta wersja AMG była dostępna w nadwoziu sedan, kombi, coupé i cabrio. Przy czym sedana oferowano tylko na rynki dostosowane do prawostronnego ruchu. Wersja kombi E36 T przeznaczona była głównie na rynek japoński i razem wytworzono 171 sztuk. Wyprodukowano 68 sztuk wersji cabriolet (54 auta dla ruchu lewostronnego i 14 aut dla ruchu prawostronnego).

- Mercedes 500E 6.0 AMG – W124 – W 1992 roku zadebiutowała wersja 500E 6.0l z rozwierconym silnikiem M 119 5.0l na bazie modelu seryjnego W124 500E Mercedesa-Benza. W podwoziu obniżono i lekko utwardzono zawieszenie względem seryjnej wersji 500E. Moc jaką osiągała jednostka dochodziła do 374 KM, zdecydowanie więcej niż odpowiednik BMW w postaci M5. Poza większą mocą poprzez podniesienie pojemności i modernizacji silnika wersja 500E 6.0 AMG i seryjna 500E różniły się kosmetycznymi zmianami naniesionymi na zewnątrz (w postaci 3 częściowych felg OZ) i we wnętrzu i bogatszym wyposażeniem, nosiły te same oznaczenia (500E) na klapie lub były ich całkowicie pozbawione. Te wersje wyposażano w prędkościomierz wyskalowany do 300 km/h. W tylko jednym roku wytwarzania tego modelu często 500E 6.0 AMG był zamawiany na rynek japoński.

- Mercedes E 60 AMG – W124 – W 1993 roku wprowadzono potężną wersję już oznaczoną E 60. Posiadała ona podobnie jak poprzedni opisany model 500E 6.0 AMG jednostkę z powiększoną pojemnością skokową wywodzącą się z silnika M 119 5.0l. Obniżono i utwardzono zawieszenie względem seryjnej wersji 500E moc, jaką osiągała jednostka dochodziła do 381 KM, zdecydowanie więcej niż odpowiednik BMW w postaci M5. Na zamówienie można było również nabyć wersję E60 Limited. Poza mocą te dwie wersje nie różniły się zbytnio i nosiły te same oznaczenia na klapie, więc nie było możliwe stwierdzenie, jaki silnik jest pod maską. Te wersje oryginalnie wyposażano w prędkościomierz wyskalowany do 280 km/h, wersje fabrycznie zamówione ze zdjętym ogranicznikiem prędkości miały prędkościomierz wyskalowany do 300 km/h.

| Lata produkcji            | Model               | Kod jednostki Pojemność skok | Silnik      | Moc maksymalna (kW/KM) @ (obr./min)   | Moment maksymalny (obr./min) / Uzyskiwany przy obrotach (obr./min) | Skrzynia biegów                                      | 0–100 km/h        | Prędkość maks.             |
| SILNIKI BENZYNOWE         |                     |                              |             |                                       |                                                                    |                                                      |                   |                            |
| 6-cylindrowe rzędowe      |                     |                              |             |                                       |                                                                    |                                                      |                   |                            |
| 1989-1993                 | 300E AMG 3.4        | M 104.980 E34 • 3314 cm³     | R6/4v • 24v | (200) kW / (272) KM • (6500 obr./min) | (330 Nm) • (4500 obr./min)                                         | 5 biegowy manual 4-biegowy automat 5-biegowy automat | 7.4 s 7.8 s 7.6 s | 250 km/h 245 km/h 250 km/h |
| 1991-1993                 | 300TE AMG 3.4l      | M 104.980 E34 • 3314 cm³     | R6/4v • 24v | (200) kW / (272) KM • (6500 obr./min) | (330 Nm) • (4500 obr./min)                                         | 5 biegowy manual 4-biegowy automat 5-biegowy automat | 8.0 s 8.2 s 7.9 s | 241 km/h 236 km/h 234 km/h |
| 1991-1993                 | AMG 3.4 CE          | M 104.980 E34 • 3314 cm³     | R6/4v • 24v | (200) kW / (272) KM • (6500 obr./min) | (330 Nm) • (4500 obr./min)                                         | 5 biegowy manual 4-biegowy automat 5-biegowy automat | 7.5 s 7.7 s 7.3 s | 250 km/h 245 km/h 250 km/h |
| 1992-1993                 | AMG 3.4 CE Cabrio   | M 104.980 E34 • 3314 cm³     | R6/4v • 24v | (185) kW / (252) KM • (5750 obr./min) | (330 Nm) • (4500 obr./min)                                         | 4-biegowy automat                                    | 7.8 s             | 250 km/h                   |
| 1993-1996                 | E 36 AMG T          | M 104.992 E36 • 3606 cm³     | R6/4v • 24v | (200) kW / (272) KM • (5750 obr./min) | (385 Nm) • (3750-4500 obr./min)                                    | 4 biegowy automat                                    | 7.2 s             | 240 km/h                   |
| 1993-1996                 | E 36 AMG Coupé      | M 104.992 E36 • 3606 cm³     | R6/4v • 24v | (200) kW / (272) KM • (5750 obr./min) | (385 Nm) • (3750-4500 obr./min)                                    | 4 biegowy automat                                    | 7.0 s             | 250 km/h                   |
| 1993-1997                 | E 36 AMG Cabrio     | M 104.992 E36 • 3606 cm³     | R6/4v • 24v | (195) kW / (265) KM • (5750 obr./min) | (385 Nm) • (3750-4500 obr./min)                                    | 4 biegowy automat                                    | 7.2 s             | 250 km/h                   |
| 8-cylindrowe w układzie V |                     |                              |             |                                       |                                                                    |                                                      |                   |                            |
| 1987-1989                 | 300E Hammer AMG 5.0 | M 117/9 E50 • 5025 cm³       | V8/4v • 32v | (250) kW / (340) KM • (5750 obr./min) | (500 Nm) • (3750-4500 obr./min)                                    | 4 biegowy automat                                    | 5.8 s             | 288 km/h                   |
| 1987-1989                 | 300E Hammer AMG 5.4 | M 117/9 E54 • 5406 cm³       | V8/4v • 32v | (261) kW / (355) KM • (5750 obr./min) | (500 Nm) • (4000 obr./min)                                         | 4 biegowy automat                                    | 5.6 s             | 298 km/h                   |
| 1987-1989                 | 300E Hammer AMG 5.6 | M 117/ E56 • 5547 cm³        | V8/4v • 32v | (265) kW / (360) KM • (5750 obr./min) | (510 Nm) • (4000 obr./min)                                         | 4 biegowy automat                                    | 5.4 s             | 303 km/h                   |
| 1988-1989                 | 300E Hammer AMG 6.0 | M117/9 E60 • 5606 cm³        | V8/4v • 32v | (283) kW / (385) KM • (5500 obr./min) | (566 Nm) • (4000 obr./min)                                         | 4 biegowy automat                                    | 5.0 s             | 306 km/h                   |
| 1992-1993                 | 500E 6.0 AMG        | M 119.974 E60 • 5956 cm³     | V8/4v • 32v | (280) kW / (374) KM • (5250 obr./min) | (550 Nm) • (4000 obr./min)                                         | 4 biegowy automat                                    | 5.7 s             | 250 km/h                   |
| 1993-1994                 | E 60 AMG            | M 119.972 E60 • 5956 cm³     | V8/4v • 32v | (280) kW / (381) KM • (5500 obr./min) | (580 Nm) • (3750 obr./min)                                         | 4 biegowy automat                                    | 5.4 s             | 250 km/h                   |

## Mercedes E AMG W210
Mercedesy-Benzy Klasy E W210/S210 AMG – to usportowione odmiany Mercedesa Klasy E, wytwarzane od końca 1995 roku jako odpowiedź na BMW Serii 5 w wersji M i Audi A6 w wersji RS. Występowały z 6 i 8 cylindrowymi silnikami ze spektrum mocy od 200 kW / 272 KM w modelach E36 (M104.995) do 298 kW / 405 KM w limitowanym modelu E60 (M119.985), w którym na życzenie można było podnieść pojemność z 6,0 l do 6,3 l i moc z 381 KM do 405 KM. Do klasycznego nadwozia klasy E dodano także sportowe felgi AMG, wyczynowe hamulce, klimatyzację, nawigację, telefon i skórzaną tapicerkę. Ten model stał się jednym z najszybszych i najbardziej komfortowych samochodów w ofercie tego producenta w latach 1996–2002. Jego największym konkurentem podobnie jak poprzedniego modelu W124 był BMW M5. Mercedesy klasy E w wersji AMG mogły być wyposażane alternatywnie w napęd na obie osie nazywany 4matic w nomenklaturze Mercedesa-Benza (napęd ten był przy tym mniej skomplikowany w budowie i tańszy w późniejszej eksploatacji – napęd bazował na terenowym modelu ML), przy czym do wyboru w tej konfiguracji był tylko model E55 i był to pierwszy model serii średniej AMG z napędem na cztery koła. Oficjalnym następcą modelu 500E był E50 z silnikiem V8. Pojazd dostępny był w 5 osobowej w wersji sedan, i na życzenie rzadkiej 7 osobowej – wersja (T kombi). Mimo większych wymiarów zewnętrznych i wygospodarowaniu większej ilości miejsca (szczególnie z tyłu pojazdu) pojazd pozostał na tym samym poziomie co poprzednik – model W124, jeśli mowa o ciężarze własnym karoserii.
Silnik M113 wygrał prestiżową nagrodę silnika roku 2003, mimo iż sam silnik został zaprezentowany już w 1997 roku, to (International Engine Of The Year – Międzynarodowy Silnik Roku) w kategorii (Best Performance Engine – Silnik o Najlepszych Osiągach) przyznawało tę nagrodę właśnie od 2003 roku.
Mercedes E AMG E36 – powstał w 1995 roku. Do dziś nie została ujawniona informacja ile pojazdów wyprodukowano w tej konfiguracji. Wiadomo, że samochód korzystał z silnika M 104 E36 o pojemności 3606 cm³, który również pracował w poprzedniku – sportowym modelu W124 CE 36 AMG z tym, że w klasie C był mocniejszy o 8 KM – W202 C36 AMG osiągał on 280 KM. Silnik, który był w produkcji w poprzednich modelach został wykorzystany w tym samym roku 1995 w jakim zadebiutował W210. Krótki okres produkcji sprawił, że jest to najrzadsza wersja modelu W210 w wydaniu AMG.
Mercedes E AMG E50 – powstawał tylko w 1996 roku. Dział sportowy AMG współpracujący z Mercedesem postanowił zbudować następcę modelu W124 500E. Do napędu użyto silnika V8 o zmiennej konfiguracji w zależności od lat produkcji w jakich występował. Pierwszy z nich 5,0 l został przejęty bez znaczących zmian z modelu Mercedesa 500E, auto różniło się lekko układem zasilania, przeróbką głowicy i układem wydechowym, moc podniesiono o 21 KM. Modele E50 i E55 do roku 1999 nie różniły się między sobą wystrojem nadwozia. Ten model, jak i następca w postaci E55 ma licznik wyskalowany do 280 km/h.
Mercedes E AMG E55 – powstał pod koniec 1997 roku jako następca E50, który nie sprzedawał się tak jak zakładano. E55 był dostępny na następny rok modelowy – 1998. E55 zaprezentowano po raz ostatni w nowej szacie i z nowym silnikiem V8 bazującym na modelu E430 a mianowicie M113. Unowocześniona jednostka zastąpiła M119 i osiągała moc 354 KM i 530 Nm, które zostawały przeniesione na wał przy niskich 3000 obr. / min. Dzięki szerokiemu zakresowi elastyczności jakim dysponował ten silnik, auto w tej wersji silnikowej miało miano „Zdobywcy autostrad”, również w wersji E55 zastosowano zaawansowany układ hamulcowy, który pozwalał Mercedesowi na imponującą drogę hamowania, ze 100 km/h pojazd mógł się zatrzymać po niespełna 36 metrze, co dawało rezultaty niemal samochodów wyczynowych.

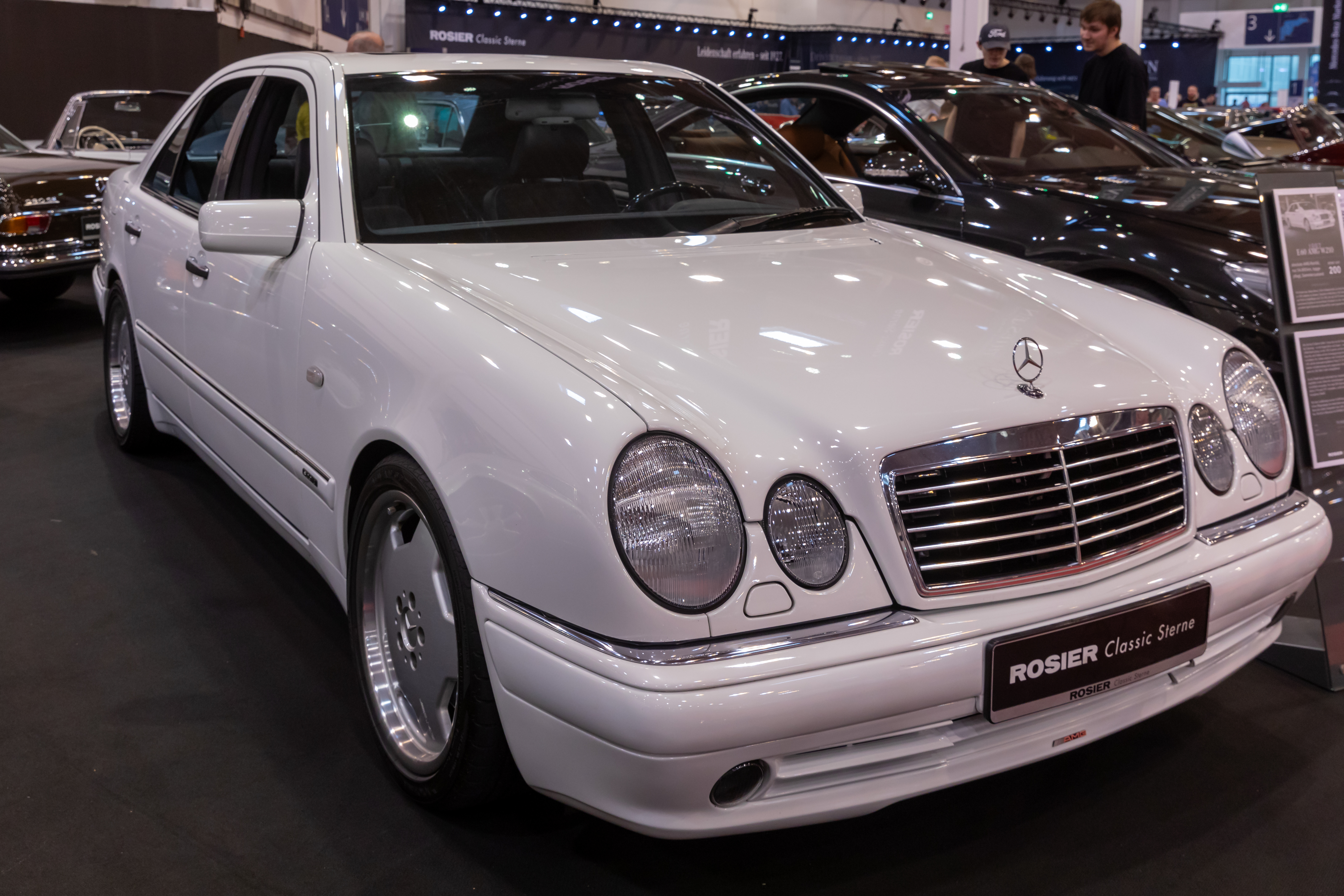
Wersja E60 AMG

Przedni rozmiar tarcz hamulcowych był znacznie większy niż w seryjnych modelach W210, natomiast tylne hamulce w E55 pozostały bez zmian – w tylnym układzie zastosowano przednie tarcze od seryjnych modeli E klasy. Skrzynia biegów pochodzi z modeli Mercedesa E, SL, S, CL – (W140), (W220) gdzie oryginalnie montowano ją w silnikach V8 i V12. Licznik w tej wersji wyskalowany jest podobnie jak w modelu E50 do 280 km/h. Jednak w wersjach z fabrycznie ściągniętą elektroniczną blokada prędkości (250 km/h) odcinającą dopływ paliwa te zegary są wyskalowane do 300 km/h, podobnie jest w wersjach po faceliftingu, które też posiadają zegary z prędkością maksymalną 300 km/h. Model E55 był dostępny jako sedan i kombi w nomenklaturze Mercedesa-Benza nazwane (T). Tylko w tym modelu można było zamówić opcjonalny napęd na obie osie – 4matic. Jednak niewielu klientów zamówiło taki właśnie pojazd – według oficjalnych danych z taśm Affalterbach zjechało niespełna 15 samochodów tej konfiguracji.
Mercedes E AMG E60 – W 1996 roku wprowadzono potężną wersję 6,0 l rozwierconą z silnika 5,0 l moc, jaką osiągała jednostka dochodziła do 380 KM, tyle co pierwsza generacja Audi RS4 z roku 2001. Na zamówienie można było również nabyć model z powiększoną z 6,0 l do 6,2 l i mocy 405 KM. Poza mocą te dwie wersje nie różniły się zbytnio i nosiły te same oznaczenia na klapie, więc nie było możliwe stwierdzenie, jaki silnik jest pod maską. Ta wersja jest jedyną, w którą oryginalnie wyposażano licznik wyskalowany do 300 km/h.
Mercedes E AMG W210 jako youngtimer – Model ten nie jest bez wad. Kupując auto z drugiej ręki i natrafiając na auto w dobrym stanie, nie nadmierne wyeksploatowane i z niskim przebiegiem – eksploatacja nie jest aż tak kosztowna jak mogłaby się wydawać. Silniki V8 wówczas uchodziły za jedne z najbardziej nowoczesnych jednostek końca lat 90 i nastawione były na oszczędność paliwa względem starszych technologicznie M 119. W modelu E55 zarówno Mercedes-Benz, jak i AMG zrezygnował z 4 zaworów na cylinder na rzecz 3. Starsza jednostka M 119 uchodziła co prawda za bezawaryjną, lecz miała często problem z przegrzewaniem się i z zerwaniem łańcucha, który był stosunkowo długi, w silniku M 113 ten łańcuch jest krótszy, a obsługa i wymienianie części eksploatacyjnych w porównaniu do silnika M 119 jest tańsze i łatwiejsze. Przy użytkowaniu skrzyni biegów, która adaptuje się do stylu i jazdy kierowcy, wystarczy dbać o regularne wymiany oleju w przekładni, wówczas nie ma z nią kłopotów, a sama skrzynia jest praktycznie bezobsługowa. Mercedes-Benz zrezygnował ze skrzyni 4-biegowej na rzecz 5-biegowej, która dzięki nowocześniejszej budowie i dodatkowemu biegowi jest bardziej ekonomiczniejsza i lepiej reaguje na nagłe przyciśnięcia pedału gazu. Technicznie auto uchodzi za bardzo niezawodne, zarówno skrzynia, jak i sam silnik bez przeszkód są w stanie wytrzymać przebieg rzędu pół miliona kilometrów bez naprawy głównej. Notorycznym problemem jak w całej gamie modeli W210 jest oczywiście korozja nadwozia i podwozia. Występuje ona często na tylnej klapie, przedniej masce i na progach, a także nadkolach. Większość modeli AMG ma z reguły mniej problemów z korozją, niż typowo masowe wyeksploatowane egzemplarze W210, powodem tego jest przeważnie garażowanie tych aut przez właścicieli i unikanie jazdy tymi modelami w opłakanych warunkach drogowych jak (deszcz, opady śniegu). W szczególności auta z Hiszpanii, Szwajcarii, Włoch, Japonii czy zachodnich części Stanów Zjednoczonych ukazują bardzo dobry stan nadwozia i podwozia. Często z tych rynków auta nie mają większych problemów z korozją lub nie posiadają ich w ogóle. Części eksploatacyjne są dość drogie w porównaniu ze standardowymi tańszymi modelami W210 z mniejszymi silnikami. Do nich należą wymiana kierunkowych tarcz i klocków przednich, wymiany kompletnego układu wydechowego, a także wymiana niektórych części nadwozia takich jak progi, przedni zderzak z zintegrowanymi światłami przeciwmgłowymi, tylny zderzak, jak i progi, zawieszenia (inne amortyzatory). Jeśli zawieszenie jest w dobrym stanie nie sprawia problemów i jest trwałe, mimo usztywnionej charakterystyki względem np. modeli E320 czy E430. W 2000 roku auto przeszło face-lifting podobnie jak cała gama modeli W210. Zmieniono przód auta, dodano kierunkowskazy zintegrowane w lusterkach zewnętrznych. Odświeżono tylne światła, w starszej generacji całkowicie czerwone, w wersji po liftingu lekko je przydymiono lub w późniejszych wersjach pozostawiając je przezroczyste. We wnętrzu wyposażono go w duży komputer pokładowy, nawigację i w wielozadaniową kierownicę z przyciskami. Tablica przyrządów na desce rozdzielczej także się zmieniła, cyfry informujące o prędkości się zmniejszyły co wymagane było instalując wspomniany już komputer pokładowy. Dodatkowo po 2000 roku wprowadzono 1500 nowinek i drobnych usprawnień, w przednim zawieszeniu można było znaleźć niezależne podwójne wahacze poprzeczne ze sprężynami śrubowymi, stabilizator i amortyzatory pod ciśnieniem gazu. A w tylnym zawieszeniu niezależne 5-ramienne wielowahaczowe ze sprężynami śrubowymi, stabilizator i gazowe ciśnieniowe amortyzatory. Osobny wykonany przy współpracy AMG-Bilstein ciśnieniowy amortyzator o progresywnym oprocentowaniu sprężyny, a także większe słupki stabilizatora.
| Marka / Model / Wersja         | Mercedes-Benz E36 AMG                                                                                | Mercedes-Benz E50 AMG | Mercedes-Benz E60 AMG | Mercedes-Benz E55 AMG |                                                          |
| Produkcja                      | 1995-1996                                                                                            | 1997-1997 | 1997-1998 | 1997-2002 |                                                          |
| Rok / Cena                     | 1996 / 120 000 DM                                                                                    | 1996 / 148 350 DM | 1997 / 180 000 DM | 1999 / 149 000 DM |                                                          |
| Kod nadwozia                   | E36 / 210.071                                                                                        | E50 / 210.072 | E60 / 210.073 | E55 / 210.074 |                                                          |
| Silnik                         | R6 – M104.995 – 6-cylindrowy rzędowy, 24 zaworowy (4 zawory na cylinder) DOHC, wtrysk Bosch Motronic | Mercedes-Benz M119.985 – 8-cylindrowy w układzie V, 90°, 32 zaworowy (4 zawory na cylinder) DOHC, wtrysk Bosch LH Jetronic | Mercedes-Benz M119.985 – 8-cylindrowy w układzie V, 90°, 32 zaworowy (4 zawory na cylinder) DOHC, wtrysk Bosch LH Jetronic | Mercedes-Benz M113.980 – 8-cylindrowy w układzie V, 90°, 24 zaworowy (3 zawory na cylinder) SOHC, wtrysk Bosch LH Jetronic |                                                          |
| Umiejscowienie silnika         | Silnik zamontowany wzdłużnie, napęd klasyczny.                                                       | Silnik zamontowany wzdłużnie, napęd klasyczny.                                                                             | Silnik zamontowany wzdłużnie, napęd klasyczny.                                                                             | Silnik zamontowany wzdłużnie, napęd klasyczny.                                                                             |                                                          |
| Napęd                          | tylny napęd                                                                                          | tylny napęd | tylny napęd | tylny napęd lub 4Matic |                                                          |
| Skrzynia biegów                | Mercedes-Benz 5G-Tronic 722.60x (5-biegowa automatyczna)                                             | Mercedes-Benz 5G-Tronic 722.60x (5-biegowa automatyczna)                                                                   | Mercedes-Benz 5G-Tronic 722.60x (5-biegowa automatyczna)                                                                   | Mercedes-Benz 5G-Tronic 722.60x (5-biegowa automatyczna)                                                                   | Mercedes-Benz 5G-Tronic 722.60x (5-biegowa automatyczna) |
| Stopień sprężania              | 10,5:1                                                                                               | 11,2 : 1 | 11,2 : 1 | 10,5:1 |                                                          |
| Pojemność skokowa              | 3606 cm³                                                                                             | 4973 cm³ | 5956 cm³ | 5439 cm³ |                                                          |
| Pojemność skokowa              | 91,5 × 92,4 mm                                                                                       | 94,5 × 89,0 mm | 100,0 × 94,8 mm | 97,0 × 92,0 mm |                                                          |
| Moc maksymalna                 | 200 kW (272 KM) @ 5500 rpm                                                                           | 255 kW (347 KM) @ 5550 rpm                                                                                                 | 280 kW (381 KM) @ 5500 rpm                                                                                                 | 260 kW (354 KM) @ 5500 rpm                                                                                                 |                                                          |
| Maksymalny moment obrotowy     | (385 Nm) @ 3750-4500 rpm                                                                             | (480 Nm) @ 3200-4400 rpm                                                                                                   | (580 Nm) @ 3750 rpm | (530 Nm) @ 3000-4150 rpm                                                                                                   |                                                          |
| Prędkość maksymalna            | 250 km/h                                                                                             | *250 km/h (270 km/h) | *250 km/h (280 km/h) | *250 km/h (275 km/h) |                                                          |
| Przyspieszenie (0–100 km/h)    | 7,0 s                                                                                                | 6,2 s | 5,0 s | 5,3 s |                                                          |
| Przyspieszenie (0–160 km/h)    | 14,8 s                                                                                               | 12,2 s | 11,0 s | 11,8 s |                                                          |
| Poziom głośności przy 100 km/h | 64 dB (dane producenta)                                                                              | 64 dB (dane producenta) | 64 dB (dane producenta) | 60 dB (dane producenta) |                                                          |
| Zużycie paliwa (l) (na 100 km) | przy 90 km/h: 8,0 przy 120 km/h: 8,8 cykl miejski: 16,3 średnie zużycie: 11,7                        | przy 90 km/h: 9,1 przy 120 km/h: 10,3 cykl miejski: 20,5 średnie zużycie: 12,5                                             | przy 90 km/h: 10,3 przy 120 km/h: 11,5 cykl miejski: 21,5 średnie zużycie: 13,2                                            | przy 90 km/h: 8,8 przy 120 km/h: 10,2 cykl miejski 17,8 średnie zużycie: 12,1                                              |                                                          |
| Pojemność zbiornika paliwa     | 80 litrów                                                                                            | 80 litrów | 80 litrów | 80 litrów |                                                          |
| Felgi / Opony                  | Przód: 235/45 ZR17 Tył: 255/40 R17                                                                   | Przód: 235/40 ZR18 Tył: 265/35 R18 Przód: 245/40 ZR18 Tył: 275/35 R18 (USA)                                                | Przód: 235/40 ZR18 Tył: 265/35 R18 Przód: 245/40 ZR18 Tył: 275/35 R18 (USA)                                                | Przód: 235/40 ZR18 Tył: 265/35 R18 Przód: 245/40 ZR18 Tył: 275/35 R18 (USA)                                                |                                                          |
| Układ hamulcowy mm             | Ø 300 mm – wentylowane tarcze z przodu Ø 278 mm – tarcze z tyłu                                      | ATE Ø 336 mm – wentylowane tarcze z przodu ATE Ø 300 mm – wentylowane tarcze z tyłu                                        | ATE Ø 336 mm – wentylowane tarcze z przodu ATE Ø 300 mm – wentylowane tarcze z tyłu                                        | ATE Ø 336 mm – wentylowane tarcze z przodu ATE Ø 300 mm – wentylowane tarcze z tyłu                                        |                                                          |
| Droga hamowania (100–0 km/h)   | Zimne: 39,8 m                                                                                        | 37,8 m | 37,8 m | 35,6 m |                                                          |
| Droga hamowania (100–0 km/h)   | Rozgrzane: 39,8 m                                                                                    | 36,8 m | 36,8 m | 35,4 m |                                                          |
| Nadwozie                       | Przestrzenna rama rurowa.                                                                            | Przestrzenna rama rurowa.                                                                                                  | Przestrzenna rama rurowa.                                                                                                  | Przestrzenna rama rurowa.                                                                                                  |                                                          |
| Budowa i materiały             | Stalowa-Karoseria z komponentami i lekką stalą (Aluminium), 4-drzwiowy sedan                         | Stalowa-Karoseria z komponentami i lekką stalą (Aluminium), 4-drzwiowy sedan                                               | Stalowa-Karoseria z komponentami i lekką stalą (Aluminium), 4-drzwiowy sedan lub 5-drzwiowe kombi (T)                      | Stalowa-Karoseria z komponentami i lekką stalą (Aluminium), 4-drzwiowy sedan lub 5-drzwiowe kombi (T)                      |                                                          |
| Masa własna                    | 1640 kg                                                                                              | 1700 kg | 1715 kg | 1710 kg |                                                          |
| Rozstaw osi                    | 2833 mm                                                                                              | 2833 mm | 2833 mm | 2833 mm |                                                          |
| Pojemność bagażnika            | 500l                                                                                                 | 500l | 500l | 500l |                                                          |
| Długość/Szerokość/Wysokość     | 4795 / 1799 / 1411 mm 4850 / 1799 / 1445 mm                                                          | 4795 / 1799 / 1411 mm 4850 / 1799 / 1445 mm                                                                                | 4795 / 1799 / 1411 mm 4850 / 1799 / 1445 mm                                                                                | 4795 / 1799 / 1411 mm 4850 / 1799 / 1445 mm                                                                                |                                                          |

- Wyposażenie

Mercedes E AMG wyposażony był w układ kierowniczy ze sportowym układem parametrycznym, umożliwiającym łatwiejsze manewrowanie w mieście przy niskich prędkościach, zaś usztywniającym układ po przekroczeniu większych prędkości.
W standardowym wyposażeniu można było znaleźć:
- ABS
- ASR
- ESP
- Automatyczną klimatyzację
- Poduszki powietrzne przód
- Poduszki powietrzne boczne przód
- Lusterka boczne, elekt. regulowane, podgrzewane
- Wskaźnik zewnętrznej temperatury
- Elekt. regulacja wysokości fotela kierowcy
- Elekt. otwieranie okien 4x
- Skórzana tapicerka lub na życzenie (bi-color)
- Aluminiowe alufelgi – AMG II Monoblock, 18 calowe
- Kierownica regulowana elekt. w dwóch kierunkach
- Czujnik opadów
- Lakier metallic
- Światła przeciwmgielne (przód)
- R/C Radio
- System czyszczenia przednich reflektorów
- Ogrzewanie foteli przód/tył
- Ogrzewana przednia szyba
- Ogrzewana tylna szyba
- Pakiet stylistyczny AMG
- Prędkościomierz wyskalowany od 280 km/h do 300 km/h

W wyposażeniu dodatkowym można było zamówić:
- Poduszki powietrzne przód: „głowa” – 754 DM
- Poduszki powietrzne boczne: „tył” – 754 DM
- Lampy przednie biksenonowe – 1850 DM
- Alarm od 580 DM
- Bagażnik na narty – 406 DM
- Elekt. szyberdach (szklany) – 2285 DM
- Zdjęcie ogranicznika prędkości – 4000 DM

Cena w marcu 1999 roku wynosiła 149 000 DM (w podstawowej wersji wyposażeniowej)

## Mercedes E AMG W211
Mercedes klasy E AMG – W211 zaprezentowano w 2002 roku. Dział sportowy AMG zbudował następcę modelu W210. Jego największym konkurentem podobnie jak poprzedniego modelu W210 był BMW a mianowicie starsza generacja BMW M5 i desygnowana bezpośrednio w E55 – BMW M5 zaprezentowana później. Modelem włączającym się do walki o tron sedanów stał się także Audi RS6. Do klasycznego nadwozia klasy E dodano agresywne felgi bardzo dobre hamulce AMG, klimatyzację, nawigację, telefon, skórzaną tapicerkę. Model ten mógł godnie konkurować z BMW M5 oraz z Audi RS6, przy czym patrząc pod względem czystych osiągów był autem najszybszym z tego trio.
Mercedes E AMG E55
Druga generacja E55 AMG zadebiutowała we wrześniu 2002 roku podczas Salonu Samochodowego w Paryżu. Mercedes-Benz obmyślając strategię zastosowania jednostki konkurującej z mocnymi silnikami V8 BMW, postanowił więc dodać kompressor do kulturalnego silnika M 113 używanego w poprzedniku. Poprzednie E55 AMG rozwijało tylko 354 KM i 530 Nm z dużej pojemności 5.4 litra i drastycznie różniła się osiągami i prowadzeniem od E39 M5, który miał ich 400 i 500 Nm, BMW prowadząc się zdecydowanie lepiej, a w układzie hamulcowym zastosowano w nim niemalże wyczynowe tarcze hamulcowe, dotąd nie montowane w żadnym z poprzednich M5 o bardzo dobrej odporności na fading mimo gorszego wytracania prędkości niż W210 E55, BMW mogło się zatrzymać w około 3 sekundy ze 100 km/h. Mercedes-Benz przegrał bardzo wyraźnie i niechlubnie walkę o tron najlepszego sedana na świecie z końcem lat 90. Jednak wraz z wprowadzeniem do sprzedaży nowych Mercedesów w 2002 roku klasa E nowego modelu W211 została okrzyknięta jako najszybszy seryjny sedan na świecie. W późniejszych latach modelowych E55 AMG był również oferowany w wersji kombi. Do napędu użyto silnika V8, początkowo razem w konfiguracji z kompressorem. Ten model stał się jednym z najszybszych samochodów tego producenta w latach 2002–2009. E55 AMG napędzany jest silnikiem M113K, V8 o pojemności 5,4 l ze sprężarką typu Lysholm japońskiej firmy produkcji IHI. Silnik E55 zdobył nagrodę International Performance Engine of the Year w 2003 roku. Silnik E55, chociaż taki sam jak w SL 55 AMG (500 KM), miał mniejszą moc 350 kW 476 KM i 700 Nm momentu obrotowego. Różnica mniejszej mocy wynikała z układu wydechowego o mniejszej średnicy i dłuższej długości w E55. Doładowany silnik V8 o pojemności 5,4 l został połączony tylko z 5-biegową automatyczną skrzynią biegów Speedshift, która ma limit momentu obrotowego rzędu 1079 Nm, podobna skrzynia ma zastosowanie również w modelach z 12 cylindrowymi silnikami używa jej np. (W220 S600 czy S65 AMG), ponieważ nowszy 7G-Tronic wprowadzony w 2003 roku jest ograniczony konstrukcyjnie do 735 Nm, dlatego też w E55 nie można było zamontować szybszej i bardziej wydajnej 7 biegowej skrzyni, aby ta poradziła sobie z momentem obrotowym z doładowanego silnika V8. Zawieszenie, hamulce, koła i opony były dostosowane do osiągów E55. Mercedes AMG E55 był wyposażony w zmodyfikowane zawieszenie Airmatic dostrojone i usztywnione przez AMG (różniły się one amortyzatorami) z 3 różnymi trybami jazdy, a także z możliwością znacznego podniesienia samochodu. E55 posiada bardzo wydajny układ hamulcowy składający się z 360 mm nawiercanych wentylowanych tarcz z przodu, z 8-tłoczkowymi zaciskami. Tylne hamulce składają się z 330 mm wentylowanych tarcz i 4-tłoczkowych zacisków. Zapewnia to drogę hamowania na poziomie 35,5 metra. E55 był wyposażony w opony 245/40/18 z przodu i 265/35/18 z tyłu z oponami sportowymi Bridgestone RE050 na unikalnych felgach o wzorze stosowanym tylko w tym modelu – 18-calowych kołach szprychowych AMG.
Samochód mógł się poszczycić przyśpieszeniem do 100 km/h poniżej 5 sekund i elektronicznie regulowaną prędkością 250 km/h. Silnik słynął z niezawodności poprzednika, mimo zastosowania kompresora i dużo większej mocy jednostki. W czasach swojej produkcji był uważany za najszybszego sedana produkowanego masowo, nie wliczając w to rzadkich pojazdów takich jak Brabus E V12 wyprodukowanych w incydentalnych ilościach. E55 uchodził przede wszystkim za pojazd szybszy niż BMW M5 E60 z jakim najbardziej konkurował. Często też auto uważane jest jako pierwszy model, który zaczął tzw. wojnę mocy i osiągów z innymi swoimi konkurentami.
Mercedes E AMG E63
Zaprezentowano w 2007 roku. E63 AMG zadebiutował jako odświeżony i wysoko wydajny model W211. W odświeżonym modelu zrezygnowano z doładowania mechanicznego dostępnego w silniku M113. Wprowadzono silnik V8 o 4 zaworach na cylinder oznaczony kodem M156 E63. Największą rewolucyjną zmianą było zastosowanie 7- biegowej zautomatyzowanej skrzyni 7G-Tronic AMG która pozwalała na 35% szybsze przełożenia. Mimo znacznie większej pojemności w porównaniu do poprzedniej wersji silnikowej moc nie wzrosła znacznie, a moment obrotowy się zmniejszył. Było to spowodowane dużym momentem obrotowym, z którym radziła sobie tylko skrzynia 5-biegowa z modeli V8 i V12, gdyż nowa 7 biegowa była maksymalnie ograniczona do 735 Nm. Maksymalny moment rzędu 630 Nm i szybkie przełożenia nowej skrzyni, zapewniły znacznie agresywniejszą i dynamiczniejszą jazdę, co w rezultacie prowadziło do tego, iż E63 był nieznacznie szybszy niż E55. Model E63 był dostępny w nadwoziu kombi, które było oferowane jednocześnie w konkurencyjnych modelach innych marek takich jak BMW M5 (E61) i Audi RS6 (C6).
Silnik był wykonany z wysoko ciśnieniowego odlewu. Stopień sprężania został zwiększony do 11.3:1. W latach swojej produkcji AMG E63 był jednym z najszybszych sedanów sportowych produkcyjnych na świecie. Zarówno sedan, jak i kombi potrzebowało mniej niż 5 sekund, aby wskazówka przekroczyła 100 km/h. W porównaniu do poprzedniego E55 AMG nowszy E63 AMG miał większą moc, ale i mniejszy moment obrotowy, co pozwalało mu lepiej wykorzystać i dopasować się do nowszej 7 biegowej skrzyni biegów (7G-Tronic), dzięki czemu biegi można było znaczniej szybciej zmieniać niż to miało miejsce w bardziej ospałym E55 AMG. Zasługą lepszych przyśpieszeń szczególnie przy niższych prędkościach był, także wyżej kręcący się silnik V8.
Chociaż E500 miał zawieszenie AIRMATIC – system Mercedesa z adaptacyjnym tłumieniem nierówności, E63 AMG posiadał stuningowane zawieszenie AMG-AIRMATIC, w którym została wyłączona stabilizacja toru jazdy i dawała ona znacznie lepszą dynamikę jazdy i reakcję niż jego poprzednicy.
W pakiecie (AMG Performance P030) usunięto także elektroniczny ogranicznik prędkości, dzięki któremu auto mogło rozwinąć maksymalną prędkość 310 km/h, poza tym wprowadzono tylny mechanizm różnicowy z ograniczonym poślizgiem, kierownica była obszyta sportową alcantarą, a zawieszenie AIRMATIC-AMG zostało usztywnione w porównaniu z AIRMATIC-em, który można znaleźć w E500. Oferowane były także inne felgi AMG w rozmiarze 18 cali, które posiadały 5 wieloczęściowych ramion. Opcją było wykończenie tych felg z akcentami z włókna węglowego. Rozmiar ogumienia, jak i średnica tarcz hamulcowych nie uległa zmianie. Jednak tarcze przednie mimo takiego samego rozmiaru różnią się od E55 i nie można ich zamontować. Tylne można stosować naprzemiennie.
Wersja E63 AMG często spotyka się z krytyką wśród byłych użytkowników modeli E55, którzy przesiedli się na nowszy model. W szczególności krytykowano silnik, w 2011 roku w sądzie okręgowym Stanów Zjednoczonych w New Jersey wniesiono pozew zbiorowy przeciwko Daimler AG, Mercedes-Benz, Mercedes-AMG za rzekome wady silnika M156 zawartego w pojazdach AMG zbudowanych w latach modelowych 2007–2011, prowadzące do przedwczesnego zużycia jednostki. Zbiorowy powód twierdził, że połączenie odlewanych wałków rozrządu z żeliwa sferoidalnego i popychaczy zaworów ze stali nierdzewnej 9310 przyczyniło się do przedwczesnego zużycia, a pozwani wiedzieli o wadzie już od 2007 roku. Osiągi nie były wiele lepsze od ustępującego modelu, szczególnie dolne zakresy prędkości obrotowej nie były domeną nowszego 6.2 l silnika. Mimo sporej mocy i momentu obrotowego, swoje maksymalne wartości osiągał wysoko przy ponad 5000 obr./min, sprawiało to, że odczuwalny był brak mocy w dolnym zakresie obrotowym względem E55.
M156 problemy
M156 miał także inne problemy: Zawór odpowietrzający skrzyni korbowej – Zawór odpowietrzający skrzyni korbowej ulega awarii na dwa główne sposoby. Pierwszym i najczęstszym jest pogorszenie stanu membrany na samym zaworze. Innym objawem awarii jest to, że wąż od skrzyni korbowej do zaworu od ciepła i z biegiem lat staje się kruchy i pęka. Pogorszenie tych elementów prowadzi do zwiększonego spalania oleju, przerw w zapłonie i silnego dymu z rury wydechowej. W związku z tym często występuje kod błędu (P0170), który dotyczy przygotowania mieszanki paliwa. Silnik cierpi też na notoryczne wycieki oleju (z podobnym problemem mierzyła się też cała gama silników M 113 od 1997 roku), jak i w ogóle silniki V8 Mercedesa-Benza przy większych przebiegach. Znane są też wadliwe regulatory wałka rozrządu, koła pasowe napędu, śruby głowicy cylindrów, wałek rozrządu, podnośniki hydrauliczne i awarie kolektora dolotowego. Często większość objawów pojawia się po 100 000 km.
| Wersja                                                                                    | Mercedes-Benz E55 AMG | Mercedes-Benz E63 AMG |
| Okres produkcji (od-do)                                                                   | od 2003 do 2006 | od 2006 do 2009 |
| Cena (€)                                                                                  | 2003 / 98 000 € | 2009 / 112 000 € |
| Kod nadwozia                                                                              | E55 – 211.070 | E63 – 211.071 |
| Mechanika / Specyfikacja                                                                  | | |
| Jednostka                                                                                 | Mercedes-Benz M113K E55 ML – 8-cylindrowy w układzie V, 90°, kompressor firmy IHI, 24 zaworowy (3 zawory na cylinder) SOHC, wtrysk.                                       | Mercedes-Benz M156 E63 – 8-cylindrowy w układzie V, 90°, 32 zaworowy (4 zawory na cylinder) DOHC, wtrysk.                                                                 |
| Stopień sprężania                                                                         | 9,0:1 | 11,3:1 |
| Pojemność skokowa                                                                         | 5439 cm³ | 6208 cm³ |
| Umiejscowienie silnika                                                                    | Silnik zamontowany wzdłużnie, napęd klasyczny. | Silnik zamontowany wzdłużnie, napęd klasyczny. |
| Rodzaj napędu                                                                             | tylny napęd | tylny napęd |
| Skrzynia biegów                                                                           | Mercedes-Benz 5G-Tronic AMG Speedshift 5. biegowa | Mercedes-Benz 7G-Tronic AMG 7. biegowa |
| Skrzynia biegów                                                                           | automatyczna | |
| Moc maksymalna (kW)                                                                       | (350 kW) @ 6100 rpm | (376 kW) @ 6800 rpm |
| Moc maksymalna (KM)                                                                       | (476 KM) @ 6100 rpm | (514 KM) @ 6800 rpm |
| Maksymalny moment obrotowy                                                                | 700 Nm @ 2650-4500 rpm | 630 Nm @ 5200 rpm |
| Osiągi / Zużycie paliwa                                                                   | | |
| Prędkość maksymalna ograniczona (km/h) Prędkość maksymalna nieograniczona (km/h)          | 250 km/h | 250 km/h |
| Prędkość maksymalna ograniczona (km/h) Prędkość maksymalna nieograniczona (km/h)          | 308 km/h | 310 km/h |
| Przyśpieszenie 0–100 km/h (s) Przyśpieszenie 0–160 km/h (s) Przyśpieszenie 0–200 km/h (s) | 4.7 s | 4.5 s |
| Przyśpieszenie 0–100 km/h (s) Przyśpieszenie 0–160 km/h (s) Przyśpieszenie 0–200 km/h (s) | 9.7 s | 9.7 s |
| Przyśpieszenie 0–100 km/h (s) Przyśpieszenie 0–160 km/h (s) Przyśpieszenie 0–200 km/h (s) | 15.3 s | 15.0 s |
| Zużycia paliwa na 100 km (l)                                                              | Średnie – przy prędkości: 90 km/h – 9,3 l / przy prędkości: 120 m/h – 9,8 l (dane producenta) (98 RON)                                                                    | Średnie – przy prędkości: 90 km/h – 9,8 l / przy prędkości: 120 m/h – 10,3 l (dane producenta) (98 RON)                                                                   |
| Zużycia paliwa na 100 km (l)                                                              | Cykl miejski – 19,1 l / max. 21,3 l (dane producenta) (98 RON) | Cykl miejski – 22,3 l / max. 25,8 l (dane producenta) (98 RON) |
| Wymiary i masy                                                                            | | |
| Pojemność zbiornika paliwa                                                                | 80 litrow | 80 litrow |
| Pojemność bagażnika (l)                                                                   | 540 dm³ (sedan) • 670 dm³ (T) | 540 dm³ (sedan) • 670 dm³ (T) |
| Rozmiar opon i felg                                                                       | 245-40/ZR18 265-35/18ZR | 245-40/ZR18 265-35/18ZR |
| Opony                                                                                     | Bridgestone RE050 | Bridgestone RE050 |
| System układu hamulcowego                                                                 | Brembo® 8 tłoczkowe (przód) 4 tłoczkowe (tył) | Brembo® 8 tłoczkowe (przód) 4 tłoczkowe (tył) |
| Układ hamulcowy                                                                           | Ø 360 (numer kat.221-421-18-12-07) | Ø 360 mm (numer kat. 219-421-02-12) |
| Układ hamulcowy                                                                           | Ø 330 mm (numer kat. 211-423-11-12) | |
| Budowa i materiały                                                                        | Stalowa-Karoseria z komponentami i lekką stalą (Aluminium), 4-drzwiowy sedan lub 5-drzwiowe kombi (T) Aluminiowe nadkola przód, aluminiowa maska, aluminiowa tylna klapa. | Stalowa-Karoseria z komponentami i lekką stalą (Aluminium), 4-drzwiowy sedan lub 5-drzwiowe kombi (T) Aluminiowe nadkola przód, aluminiowa maska, aluminiowa tylna klapa. |
| Masa własna (kg)                                                                          | 1835 kg (sedan) • 1890 kg (T) | 1840 kg (sedan) • 1855 kg (T) |
| Rozstaw osi (mm)                                                                          | 2854 mm | 2854 mm |
| Nadwozie: Długość • Szerokość • Wysokość                                                  | 4850 mm • 1822 mm • 1412 mm 4919 mm • 1822 mm • 1498 mm | 4850 mm • 1822 mm • 1412 mm 4919 mm • 1822 mm • 1498 mm |

## Mercedes E AMG W212
Mercedes klasy E AMG – W212 powstał w 2009 roku. Dział sportowy AMG zastąpił model W211. Ten model jest jednym z najszybszych samochodów tego producenta w latach 2009 do chwili obecnej. Jego największym konkurentem podobnie jak poprzedniego modelu W211 jest BMW a mianowicie nowa generacja BMW M5. Do klasycznego nadwozia klasy E dodano agresywne felgi bardzo dobre hamulce AMG, klimatyzację, nawigację, telefon, skórzaną tapicerkę. Model ten może godnie konkurować z BMW M5 oraz z Audi RS6.

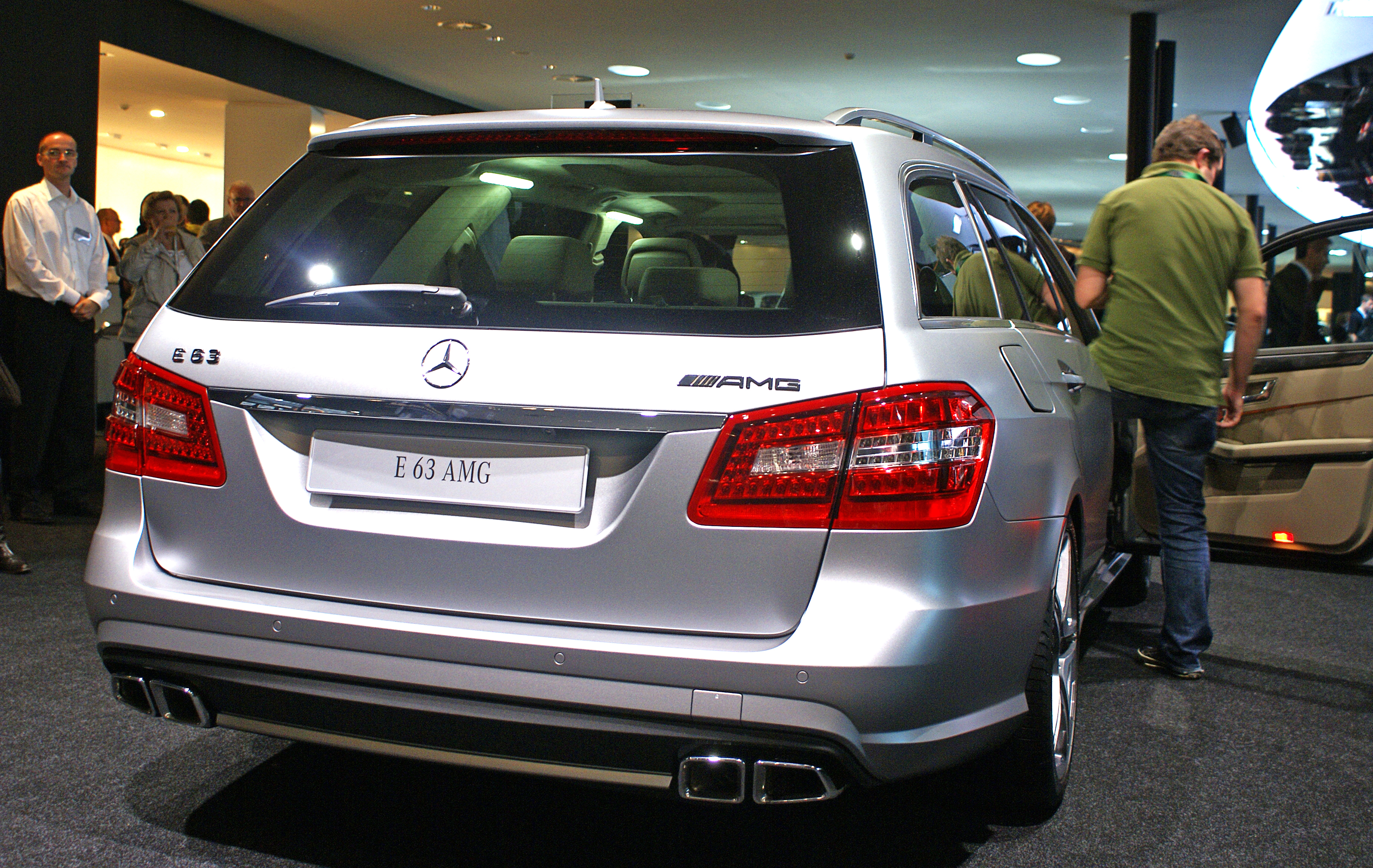
Mercedes E63 AMG w wersji kombi

- Mercedes E63 AMG – W212 powstał w 2009 roku. W następcy modelu W211 użyto tego samego silnika. Do napędu modelów z początku produkcji użyto silnika V8 z poprzedniej generacji, 32 zaworowego bez żadnego doładowania. Silnik M156 E63 z pojemności 6208 cm 3, produkował 525 KM i 630 Nm. Samochód mógł się poszczycić przyśpieszeniem do 100 km/h w czasie 4,5 sekund i elektronicznie regulowaną prędkością maksymalną 250 km/h. Ten model dostępny jest również w nadwoziu kombi.

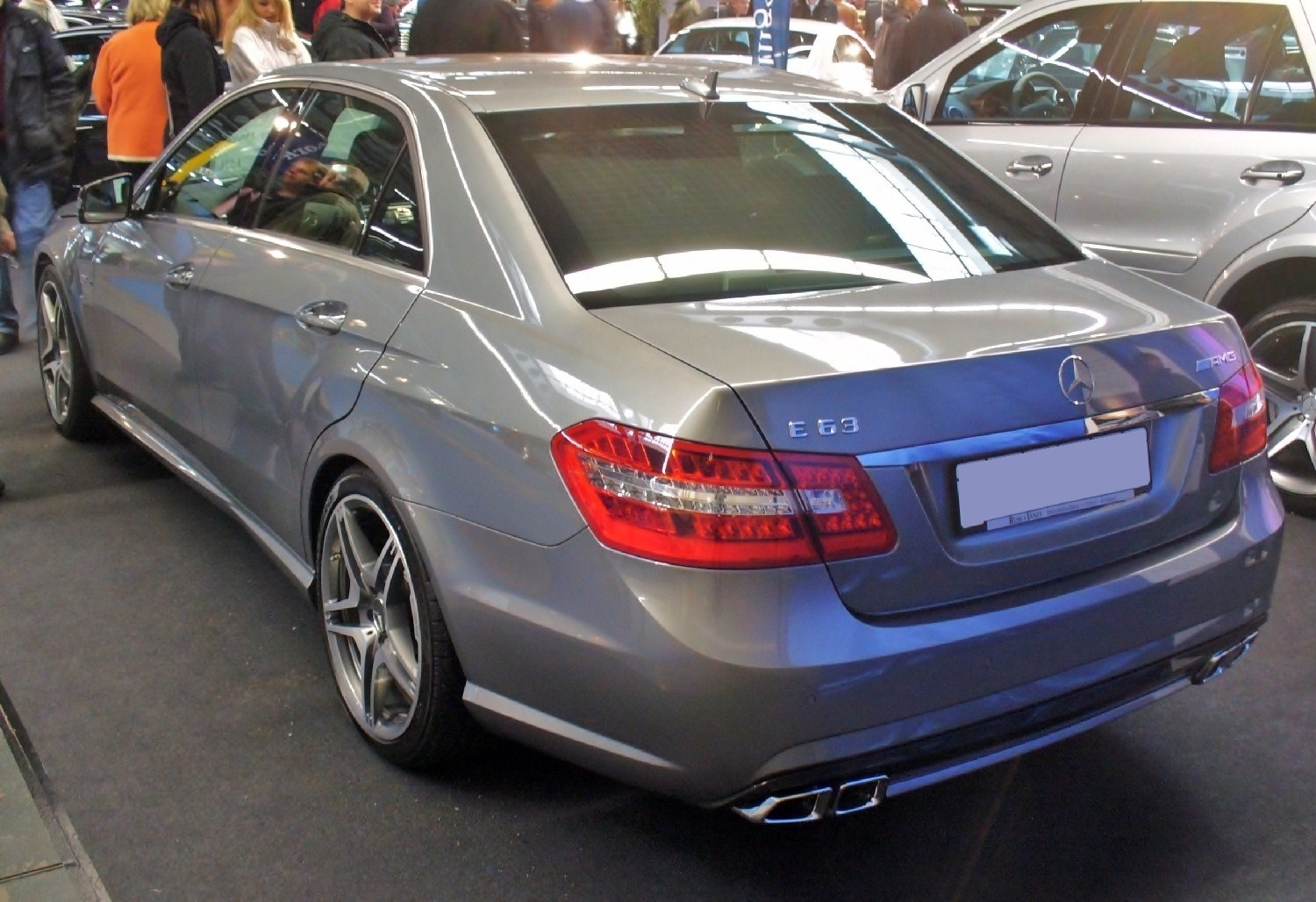
Mercedes E63 AMG – tył pojazdu

- Mercedes E63 AMG '2011 – W212 zaprezentowano w 2011 roku. Nowszy E63 AMG zadebiutował jako odświeżony model W212. W tym modelu zaadaptowano podwójne doładowanie poprzez dwie turbiny japońskiej firmy IHI. Wprowadzony silnik to następca poprzedniej rodziny silników M156, występuje on w konfiguracji 4-zaworowej i oznaczony jest nowym kodem M157 E55 (gdzie E55 oznacza pojemność skokową). Największą rewolucyjną zmianą było zastosowanie nowej 7-biegowej zautomatyzowanej skrzyni AMG Speedshift MCT, która po raz pierwszy została użyta w Mercedesie SLS AMG i bez większych zmian znalazła się także w nowszym modelu E63. Mimo znacznie mniejszej pojemności w porównaniu do poprzedniej wersji silnikowej moc pozostała taka sama, podczas gdy moment obrotowy sięgnął 700 Nm, lub w wersji AMG Sport Package 800 Nm. Takie rozwiązanie spowodowane było tym że zużycie paliwa w tych silnikach było niższe, a także emisja była mniej szkodliwa dla środowiska. Cała gama silników M278 (w tym także M157, który do niej należy) posiada mniejsze zużycie paliwa od 12% w modelu E63 i 22% w silniku 4,7 litrowym i jako pierwszy silnik V8 produkcji omija podatek nakładany w Stanach Zjednoczonych zwany Gas guzzler tax w związku ze spalaniem aut, które nie mieszczą się w założonych widełkach. Średnie spalanie modelu E63 AMG w wersji sedan wynosi 10,0 litra na 100 km, podczas gdy poprzednik pod postacią modelu W211 osiągał wynik 12,7 litra.

Podczas obecnego okresu swojej produkcji AMG E63 jest jednym z najszybszych sedanów sportowych produkcyjnych na świecie. Zarówno sedan, jak i kombi potrzebuje na rozpędzenie się do 100 km/h mniej niż 5 sekund.
W pakiecie (AMG Performance Pack) usunięto także elektroniczny ogranicznik prędkości, który ograniczał prędkość maksymalną do 250 km/h. Obecnie po tej zmianie auto może rozwinąć maksymalną prędkość ograniczoną do 300 km/h, poza tym w pakiecie oferowano twardsze zawieszenie, i większy rozmiar ogumienia, w W212 zastosowano także zawieszenie, oparte na systemie AMG Ride Control. Pakiet AMG wymaga dopłaty około 40 tys. zł.
| Marka / Model / Wersja         | Mercedes-Benz E63 AMG                                                                                     | Mercedes-Benz E63 AMG (2011) | Mercedes-Benz E63 AMG (AMG Performance Package)                                                                                         |
| Produkcja                      | 2009-2011                                                                                                 | 2011-teraz | 2011-teraz |
| Rok / Cena                     | 2009 / 105 791 €                                                                                          | 2011 / 105 791 € | 2012 / 114 097 € |
| Kod nadwozia                   | E63 / 212.970                                                                                             | E63 / 212.971 | E63 / 212.971 |
| Silnik                         | Mercedes-Benz M156 E63 – 8-cylindrowy w układzie V, 90°, 32 zaworowy (4 zawory na cylinder) SOHC, wtrysk. | Mercedes-Benz M157 DE 55 AL – 8-cylindrowy w układzie V, 90°, dwie turbosprężarki IHI, 32 zaworowy (4 zawory na cylinder) DOHC, wtrysk. | Mercedes-Benz M157 DE 55 AL – 8-cylindrowy w układzie V, 90°, dwie turbosprężarki IHI, 32 zaworowy (4 zawory na cylinder) DOHC, wtrysk. |
| Umiejscowienie silnika         | Silnik zamontowany wzdłużnie, napęd klasyczny.                                                            | Silnik zamontowany wzdłużnie, napęd klasyczny.                                                                                          | Silnik zamontowany wzdłużnie, napęd klasyczny.                                                                                          |
| Napęd                          | tylny napęd                                                                                               | tylny napęd | tylny napęd |
| Skrzynia biegów                | Mercedes-Benz 7G-Tronic AMG (7-biegowa automatyczna)                                                      | Mercedes-Benz MCT Speedshift AMG (7-biegowa automatyczna)                                                                               | Mercedes-Benz MCT Speedshift AMG (7-biegowa automatyczna)                                                                               |
| Stopień sprężania              | 11,3:1 | 10,0:1 | 10,0:1 |
| Pojemność skokowa              | 6208 cm³                                                                                                  | 5461 cm³ | 5461 cm³ |
| Pojemność skokowa              | 102,2 × 94,6 mm                                                                                           | ??? | ??? |
| Moc maksymalna                 | 386 kW (525 KM) @ 6100 rpm                                                                                | 386 kW (525 KM) @ 5500 rpm | 410 kW (557 KM) @ 5500 rpm |
| Maksymalny moment obrotowy     | (630 Nm) @ 5200 rpm                                                                                       | (700 Nm) @ 1700-5000 rpm | (800 Nm) @ 2000-4500 rpm |
| Prędkość maksymalna            | *250 km/h                                                                                                 | *250 km/h | *300 km/h |
| Przyspieszenie (0–100 km/h)    | 4,5 s / (4,7 s) (kombi)                                                                                   | 4,3 s / (4,6 s) (kombi) | 4,2 s / (4,4 s) (kombi) |
| Przyspieszenie (0–160 km/h)    | 9,5 s | 9,5 s | 9,3 s |
| Poziom głośności przy 100 km/h | 62 dB (dane producenta)                                                                                   | 62 dB (dane producenta) | 62 dB (dane producenta) |
| Zużycie paliwa (l) (na 100 km) | przy 90 km/h: 9,3 przy 120 km/h: 9,8 cykl miejski: 19,1 średnie zużycie: 12,9 s                           | przy 90 km/h: 7,5 przy 120 km/h: 8,3 cykl miejski: 13,8 średnie zużycie: 9,8 s                                                          | przy 90 km/h: 7,5 przy 120 km/h: 8,3 cykl miejski: 13,8 średnie zużycie: 9,8 s                                                          |
| Pojemność zbiornika paliwa     | 66/(14) litrów (rezerwa)                                                                                  | 66/(14) litrów (rezerwa) | 66/(14) litrów (rezerwa) |
| Felgi / Opony                  | Przód: 255/40 ZR18 Tył: 285/35 R18 2012 Przód: 225/35 ZR18 Tył: 285/30 R18                                | Przód: 255/40 ZR18 Tył: 285/35 R18 2012 Przód: 225/35 ZR18 Tył: 285/30 R18                                                              | Przód: 255/40 ZR18 Tył: 285/35 R18 2012 Przód: 225/35 ZR18 Tył: 285/30 R18                                                              |
| Układ hamulcowy mm             | Ø 360 mm – wentylowane tarcze z przodu Ø 330 mm – wentylowane tarcze z tyłu                               | Ø 360 mm – wentylowane tarcze z przodu Ø 330 mm – wentylowane tarcze z tyłu                                                             | Ø 360 mm – wentylowane tarcze z przodu Ø 330 mm – wentylowane tarcze z tyłu                                                             |
| Droga hamowania (100–0 km/h)   | Zimne: 35,3 m                                                                                             | Zimne: 35,3 m | Zimne: 35,3 m |
| Droga hamowania (100–0 km/h)   | Rozgrzane: 35,7 m                                                                                         | | |
| Nadwozie                       | Przestrzenna rama rurowa.                                                                                 | Przestrzenna rama rurowa. | Przestrzenna rama rurowa. |
| Budowa i materiały             | Stalowa-Karoseria z komponentami i lekką stalą (Aluminium), 4-drzwiowy sedan lub 5-drzwiowe kombi (T)     | Stalowa-Karoseria z komponentami i lekką stalą (Aluminium), 4-drzwiowy sedan lub 5-drzwiowe kombi (T)                                   | Stalowa-Karoseria z komponentami i lekką stalą (Aluminium), 4-drzwiowy sedan lub 5-drzwiowe kombi (T)                                   |
| Masa własna                    | 1840 kg 1990 kg (kombi)                                                                                   | 1840 kg 1990 kg (kombi) | 1840 kg 1990 kg (kombi) |
| Rozstaw osi                    | 2874 mm                                                                                                   | 2874 mm | 2874 mm |
| Pojemność bagażnika            | 532l 695/1950l (kombi)                                                                                    | 532l 695/1950l (kombi) | 532l 695/1950l (kombi) |
| Długość/Szerokość/Wysokość     | 4868 / 1854 / 1393 mm 4895 / 1854 / 1412 mm (kombi)                                                       | 4868 / 1854 / 1393 mm 4895 / 1854 / 1412 mm (kombi)                                                                                     | 4868 / 1854 / 1393 mm 4895 / 1854 / 1412 mm (kombi)                                                                                     |